# Financiamento climático no Senegal

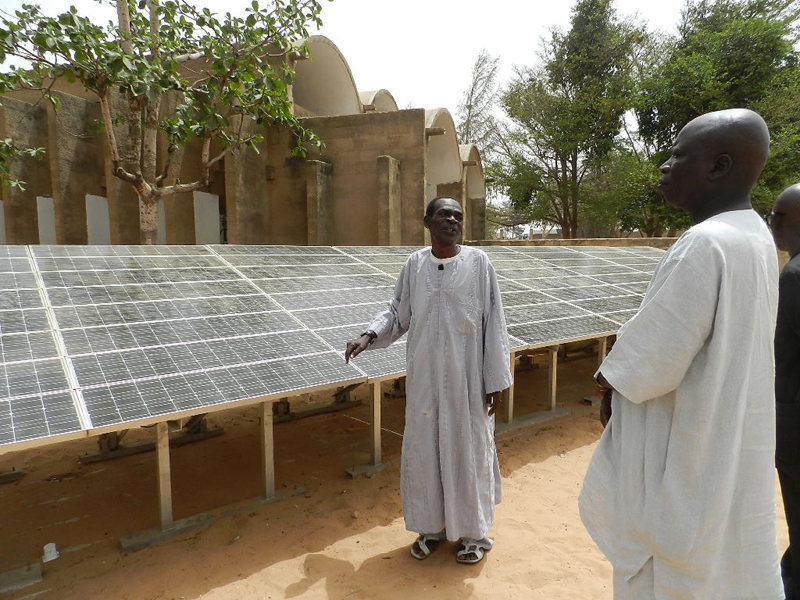
Placas solares em Dakar.

O financiamento climático no Senegal abrange recursos públicos e privados destinados a enfrentar os desafios impostos por um clima altamente variável e por vulnerabilidades socioeconômicas marcantes. O país, situado na zona de transição tropical–Saheliana, apresenta  ciclos secos e chuvosos controlados pela migração sazonal da zona de convergência intertropical e dos ventos alísios. Esse padrão tem se tornado cada vez mais imprevisível, com secas prolongadas e precipitações extremas mais frequentes, impactando a agricultura de sequeiro — que responde por parcela significativa da economia rural — e gerando inundações devastadoras.
O setor energético senegalês permanece fortemente dependente de combustíveis fósseis, enquanto fontes renováveis (solar, eólica e hídrica) alcançaram 36–40% no total. Apesar de as emissões per capita serem relativamente baixas, o valor supera a média de muitos países da África Subsaariana. A taxa de eletrificação atingiu 84% em 2023, com cobertura urbana de 97% e rural de 64%. O Senegal enfrenta o desafio de mobilizar recursos internos e externos para cumprir metas climáticas ambiciosas e promover um desenvolvimento resiliente ao clima.

## Contexto e vulnerabilidades

### Contexto climático
Senegal está localizado na zona de transição tropical–Saheliana, apresentando três principais regiões climáticas: a zona costeira, caracterizada por invernos amenos e chuvas concentradas de junho a outubro, com precipitação média anual em torno de 500 mm; a zona saheliana, ao norte do rio Senegal, com estação seca bem definida de novembro a maio, máximas que podem ultrapassar 40 °C em maio e chuvas anuais médias de cerca de 360 mm; e a zona sudanesa, no sul, com clima tropical úmido, chuvas anuais entre 740 mm e 1.270 mm e vegetação de savana ou floresta rala. A migração sazonal da Zona de Convergência Intertropical e dos ventos alísios determina o ciclo seco (novembro–maio) e o ciclo chuvoso (junho–outubro). Esse padrão climático, entretanto, tem apresentado aumento na variabilidade pluviométrica e intensificação de eventos extremos (secas prolongadas e precipitações intensas), em linha com projeções de mudança climática para a região do Sahel.

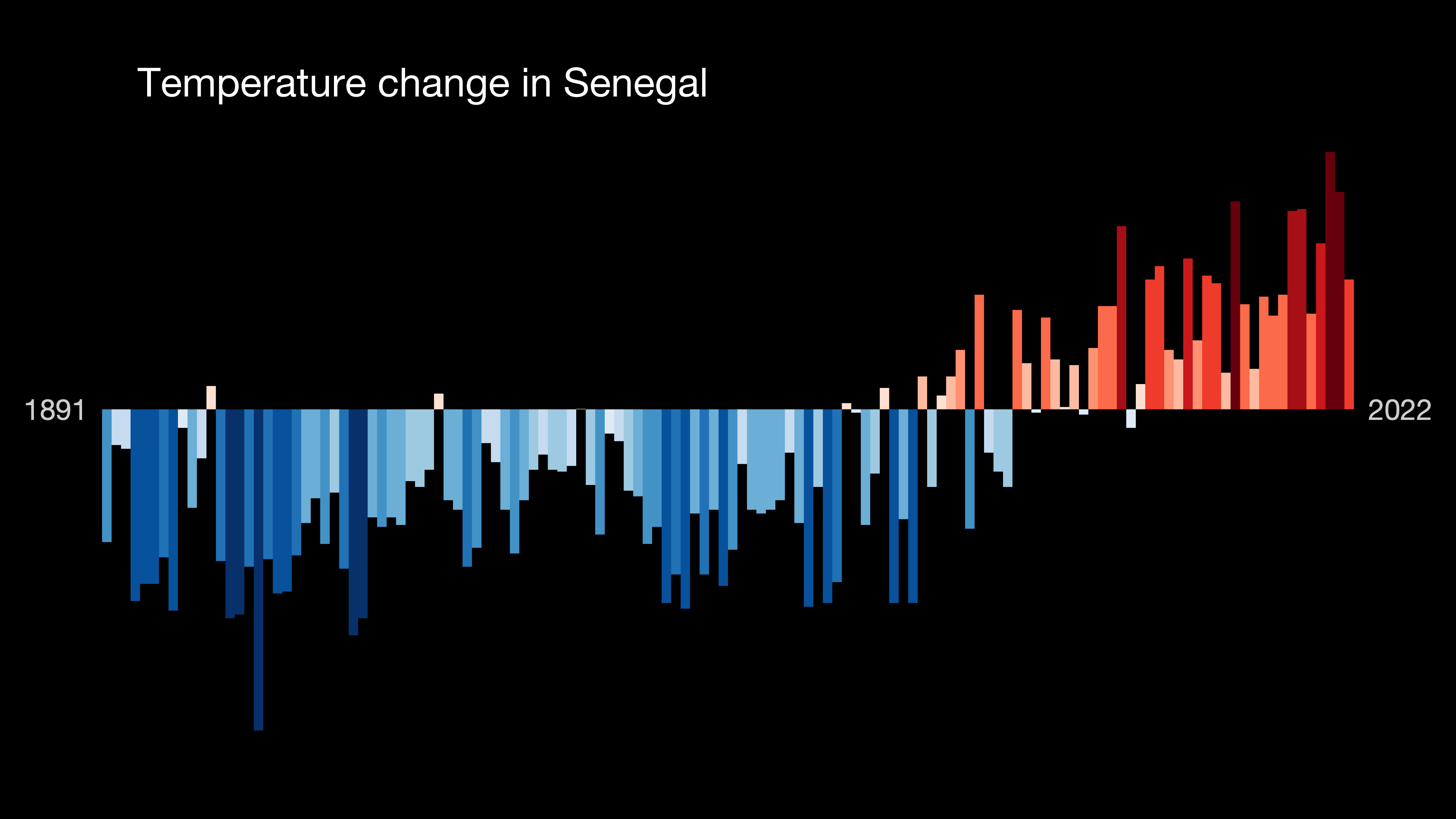
Métrica histórica das temperaturas em Senegal, 1891-2022 (em inglês)

A agricultura senegalesa é predominantemente de sequeiro e extremamente vulnerável a oscilações pluviométricas e ao aumento de temperatura. Projeções indicam que, sob o cenário “business as usual” do IPCC, a produtividade do arroz de sequeiro no país pode ser reduzida em até 50% até 2100, caso não sejam adotadas variedades e práticas adaptadas às condições climáticas futuras. Mapeamentos de vulnerabilidade evidenciam que as regiões de Tambacounda, Kaffrine, Sedhiou, Kolda e Kedougou apresentam índices elevados de sensibilidade, exposição e baixa capacidade de adaptação, sobretudo para culturas como arroz, cebola e quiabo.
Em novembro de 2024, inundações “sem precedentes” na região de Podor afetaram mais de 16.000 ha de lavouras e deixaram cerca de 200.000 pessoas em situação de insegurança alimentar, ressaltando a deterioração da capacidade de resposta local frente a chuvas intensas atribuídas às mudanças climáticas.
A elevação do nível do mar e a intensificação de marés extremas têm agravado a erosão e alagamentos em áreas costeiras. Na região de Dakar, avaliações baseadas no Índice de Vulnerabilidade Costeira (CVI) classificam 36% da orla como de alto risco de submersão e erosão. Estudos de níveis históricos apontam que os níveis extremos de água do mar em Dakar vêm aumentando a uma taxa de 8,4 mm/ano e, sem medidas de mitigação, poderão elevar a frequência de eventos críticos em até 20 vezes até 2100.

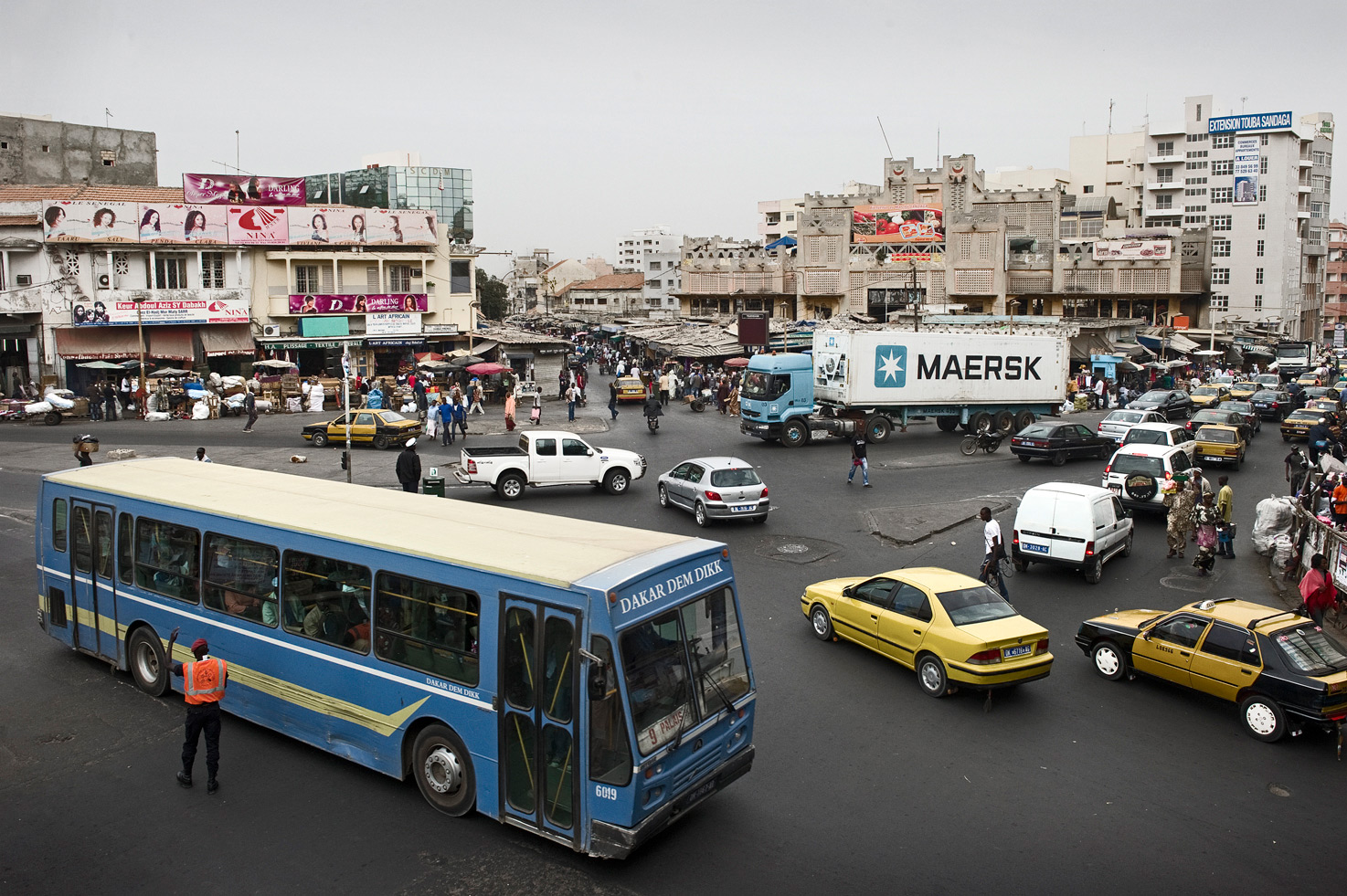
Trânsito em Dakar.

O Senegal apresenta emissões per capita relativamente baixas no contexto africano, com 0,67–0,68 t CO₂ por habitante em 2022, valor superior ao de muitos países da África subsariana, mas muito abaixo dos maiores emissores continentais, como Seicheles (10,33 t) e Líbia (8,39 t).
O setor de energia é a principal fonte de emissões de gases de efeito estufa no país, respondendo por cerca de 30% do total em 2022, mantendo-se pré‑dominante até 2022 diante do crescimento da demanda e da dependência de combustíveis fósseis. O transporte figura como grande contribuinte, tanto pelo peso do modal rodoviário — com mais de 600.000 veículos, 59% movidos a diesel, e uma malha viária em que menos de 40% é pavimentada — quanto pela frota envelhecida e pelo déficit de ferrovias e de infraestrutura aeroportuária. Esses fatores tornaram o setor responsável por cerca de 28% das emissões de origem energética em 2022.

### Contexto energético
O setor energético senegalês continua fortemente dependente de combustíveis fósseis, com o petróleo respondendo por quase metade do suprimento total de energia do país. As fontes renováveis — principalmente biomassa tradicional (resíduos e biocombustíveis) somadas ao solar e ao eólico — perfazem um pouco mais de um terço do suprimento total de energia, representando aproximadamente 36–40%.
Grande parte da parcela renovável advém do uso doméstico de biomassa e resíduos para cocção e geração de eletricidade em comunidades rurais e periurbanas. Em 2019, cerca de 36 % do consumo energético final no Senegal derivava de biomassa (lenha, carvões vegetais e resíduos agrícolas), uma prática essencial para milhões de lares, mas que realça o peso dos biocombustíveis sólidos na matriz renovável do país. Contudo, o aproveitamento de resíduos urbanos e agrícolas em instalações de waste‑to‑energy é alvo de controvérsia. Diversos estudos apontam que, apesar de converterem lixo em energia, essas plantas liberam poluentes tóxicos — como dioxinas, furanos e metais pesados — e geram cinzas altamente contaminantes, questionando sua classificação como fonte verdadeiramente renovável e seu papel em estratégias de desenvolvimento sustentável.
Até janeiro de 2025, a taxa de acesso à eletricidade no Senegal alcançou cerca de 84%, posicionando‑se entre as mais elevadas da região. Porém, essa cobertura apresenta desigualdades significativas: em 2022, 97% da população urbana estava conectada à rede elétrica, contra apenas 55% da população rural.
Em 2023, o Senegal figurou como um importador relevante de petróleo refinado e bruto, com compras que totalizaram 3 bilhões de dólares americanos; a Nigéria foi a principal fornecedora, respondendo por cerca de 1,02 bilhão desse montante.

### Contexto econômico
O Senegal possuía em 2023 uma população de cerca de 18,08 milhões de habitantes e um PIB nominal de 30,84 bilhões de dólares americanos, refletindo um crescimento econômico sólido de 4,58% no ano.
Em termos de inclusão financeira, 56% dos adultos senegaleses tinham pelo menos uma conta em uma instituição financeira (banco, cooperativa ou serviço de dinheiro móvel) em 2021, dado que evidencia avanços significativos desde 2011, impulsionados sobretudo pela adoção de mobile money em áreas urbanas e rurais.

## Marcos legais e institucionais

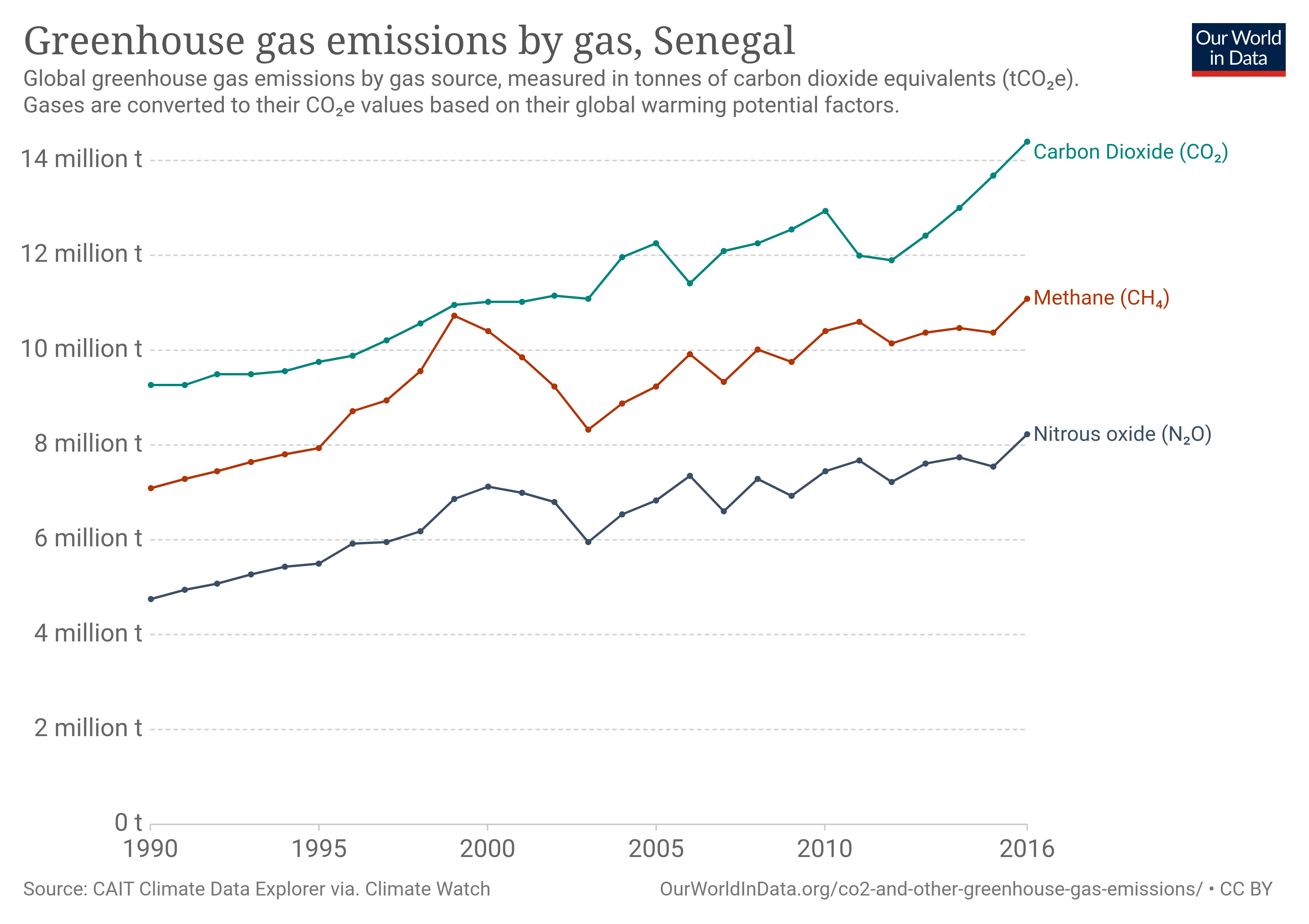
Emissões de gases de efeito estufa no Senegal (em inglês).

Na sua Contribuição Nacionalmente Determinada (NDC) de 2020, o Senegal comprometeu‑se a reduzir suas emissões de Gases do efeito estufa em 7% até 2030 no cenário não condicionado, com ênfase no fortalecimento dos setores de agricultura e silvicultura, na expansão de energias renováveis e no aumento da eficiência energética em toda a economia. Para cumprir essas metas climáticas, a NDC estima necessidades de financiamento de 8,7 bilhões de dólares americanos para ações de mitigação e 4,3 bilhões para adaptação, totalizando 13 bilhões no período 2020–2030.
Para atrair investimentos estrangeiros, o Senegal tem simplificado procedimentos por meio de um “guichê único” (one‑stop shop) que centraliza licenciamento e registro de empresas, além da digitalização de processos fiscais e alfandegários. Essas reformas — previstas no novo Código de Investimento — reduziram prazos para conexão à rede elétrica e obtenção de alvarás, ampliando a previsibilidade para investidores internacionais. No Senegal, a Agência de Promoção de Investimentos e Grandes Trabalhos (APIX) funciona como “guichê único” para investidores estrangeiros, orientando sobre oportunidades, procedimentos e benefícios do Código de Investimento. Cabe à APIX receber solicitações de aprovação do código e acompanhar os projetos aprovados, facilitando o acesso aos incentivos fiscais e aduaneiros previstos pela legislação nacional.
O Plano Sénégal Émergent (PSE), adotado em fevereiro de 2014, estabelece uma estratégia de desenvolvimento de longo prazo para transformar o Senegal em uma economia emergente até 2035. Estruturado em três pilares — transformação estrutural da economia, desenvolvimento humano e boa governança — o PSE fixa metas ambiciosas de crescimento anual de 7–8% e mobiliza investimentos públicos e privados para modernizar infraestrutura, diversificar setores-chave (como agricultura, agroindústria e turismo) e reforçar a coesão social. Os Planos de Ação Prioritária (PAP), que detalham fases quinquenais de implementação do PSE, definem passos concretos para o crescimento sustentável. Entre os objetivos de curto prazo está o acesso universal à eletricidade, apoiado por projetos de expansão da rede e parcerias de financiamento que visam reduzir lacunas regionais de cobertura e fortalecer a resiliência do sistema energético. O PSE reconhece explicitamente que o financiamento sustentável é um elemento-chave para alcançar seus objetivos de crescimento econômico e desenvolvimento social.
O Código de Investimento de 2004 concede, a empresas que realizem investimentos qualificados (acima de 100 milhões de francos CFA), isenção de direitos de importação sobre bens de capital, suspensão do pagamento do IVA durante o período de investimento — com cobrança na fase operacional — e crédito de imposto de renda corporativo por prazo limitado, além de dispensa temporária da contribuição patronal (CFCE) em novas contratações.
Para dinamizar ainda mais a atração de capital, o governo criou cinco zonas econômicas especiais (SEZs) em Diass, Diamniadio, Sandiara, Bargny‑Sendou e Bélé‑Kidira, oferecendo nesses polos regimes fiscais preferenciais, infraestrutura pronta, despacho aduaneiro simplificado e procedimentos administrativos ágeis. O planejamento estratégico prevê a expansão para 45 SEZs em todas as regiões do país, com potencial de gerar três milhões de empregos de longo prazo.
A Lei do Petróleo de 2019 estabeleceu obrigações ambientais mais rigorosas para investidores no setor de hidrocarbonetos, exigindo que cada titular de título petrolífero constitua uma caução junto a uma instituição financeira para financiar a reabilitação e a restauração dos locais de extração ao término das operações.
Reconhecendo a necessidade de criar mecanismos de precificação de carbono, o governo iniciou estudos para a implementação de um imposto sobre o carbono de caráter neutro em receita, voltado aos setores de eletricidade, óleo e gás. Consultores nacionais e internacionais apontaram que um enfoque em uma "receita neutra" facilitaria o uso do instrumento sem onerar o orçamento público, ao mesmo tempo em que incentiva reduções de emissões.
No campo do mercado de carbono internacional, o Senegal validou em 21 de fevereiro de 2023 sua Estratégia Nacional de Implementação do Artigo 6 do Acordo de Paris, definindo critérios para transações de Resultados de Mitigação Transferidos Internacionalmente (ITMOs).
Em março de 2021, o país modernizou seu marco jurídico de parcerias público‑privadas por meio da Lei nº 2021‑23 (2 de março de 2021), que revogou o regime anterior de 2014. O novo diploma amplia o alcance das PPPs — incorporando contratos pagos por usuários e delegações de serviço público — fortalece requisitos de conteúdo local e simplifica a tramitação, tornando essas parcerias mais atraentes e acessíveis ao setor privado.

## Financiamento privado
O Senegal vem se consolidando como um dos principais polos de capital de risco na África francófona. Segundo a Ecofin Agency, em 2021 o país integrou o grupo de três nações que respondiam por quase metade (49%) das transações no setor de private equity da região, ficando atrás apenas de Marrocos em número de negócios fechados e superando concorrentes como Costa do Marfim e República Democrática do Congo.
O mercado de capitais privados no Senegal tem ampliado seu envolvimento em projetos de energia renovável, destacado pelo desenvolvimento da Estação Solar de Niakhar no departamento de Fatick. Conduzido pela Energy Resources Senegal (ERS) em associação com a Climate Fund Managers (CFM), um fundo independente de investimento sediado na África do Sul, o projeto compreende um parque solar de 30 MW acoplado a um sistema de armazenamento de 15 MW/45 MWh, com custo aproximado de 40 milhões de dólares.
Além do setor de energia, instituições de microfinanças privadas têm introduzido produtos financeiros sensíveis ao clima para apoiar comunidades rurais. A CAURIE Microfinance, por exemplo, administra uma carteira de empréstimos de aproximadamente 27 milhões de dólares, atendendo 77 .000 tomadores — 78% dos quais são mulheres — e integra uma política de gestão de risco climático por meio da plataforma digital YAPU, que avalia em tempo real as condições meteorológicas para orientar a aprovação de créditos voltados à agricultura resiliente.

## Cooperação internacional e financiamento externo
O Senegal tem contado com forte apoio governamental e com o respaldo de parceiros internacionais para acelerar sua transição energética. Em junho de 2023, o país formalizou uma Parceria para uma Transição Energética Justa (JETP) com França, Alemanha, União Europeia, Reino Unido e Canadá, garantindo um pacote de 2,8 bilhões de dólares americanos para ampliar fontes renováveis e reduzir emissões do setor elétrico. Pelo acordo, o Senegal comprometeu-se a elevar a participação de energias renováveis para 40% da capacidade instalada até 2030.
A adesão à União Econômica e Monetária do Oeste Africano (UEMOA), que compartilha o franco CFA e políticas macroeconômicas harmonizadas, oferece ao Senegal acesso a um mercado integrado de mais de 110 milhões de consumidores, maior estabilidade cambial e potencial de financiamento de projetos de longo prazo por meio de instituições como o BCEAO e o Banco de Desenvolvimento do  Oeste‑Africano (BOAD).
O parque solar de Kolda deverá alcançar 60 MW, tornando‑se a maior usina solar dentre as oito em operação no país. Seu desenvolvimento foi viabilizado por um consórcio internacional que incluiu o Emerging Africa & Asia Infrastructure Fund (EAAIF), o banco de desenvolvimento holandês FMO e a instituição de investimento alemã DEG.
Em alinhamento com a meta de acesso universal à eletricidade, o Fundo Verde para o Clima cofinanciou em 2020 um programa da Agência Senegalense de Eletrificação Rural (ASER) para instalar 1.000 mini‑redes solares em comunidades isoladas e evitando mais de 45.000 tCO₂ por ano.

## Principais setores beneficiados

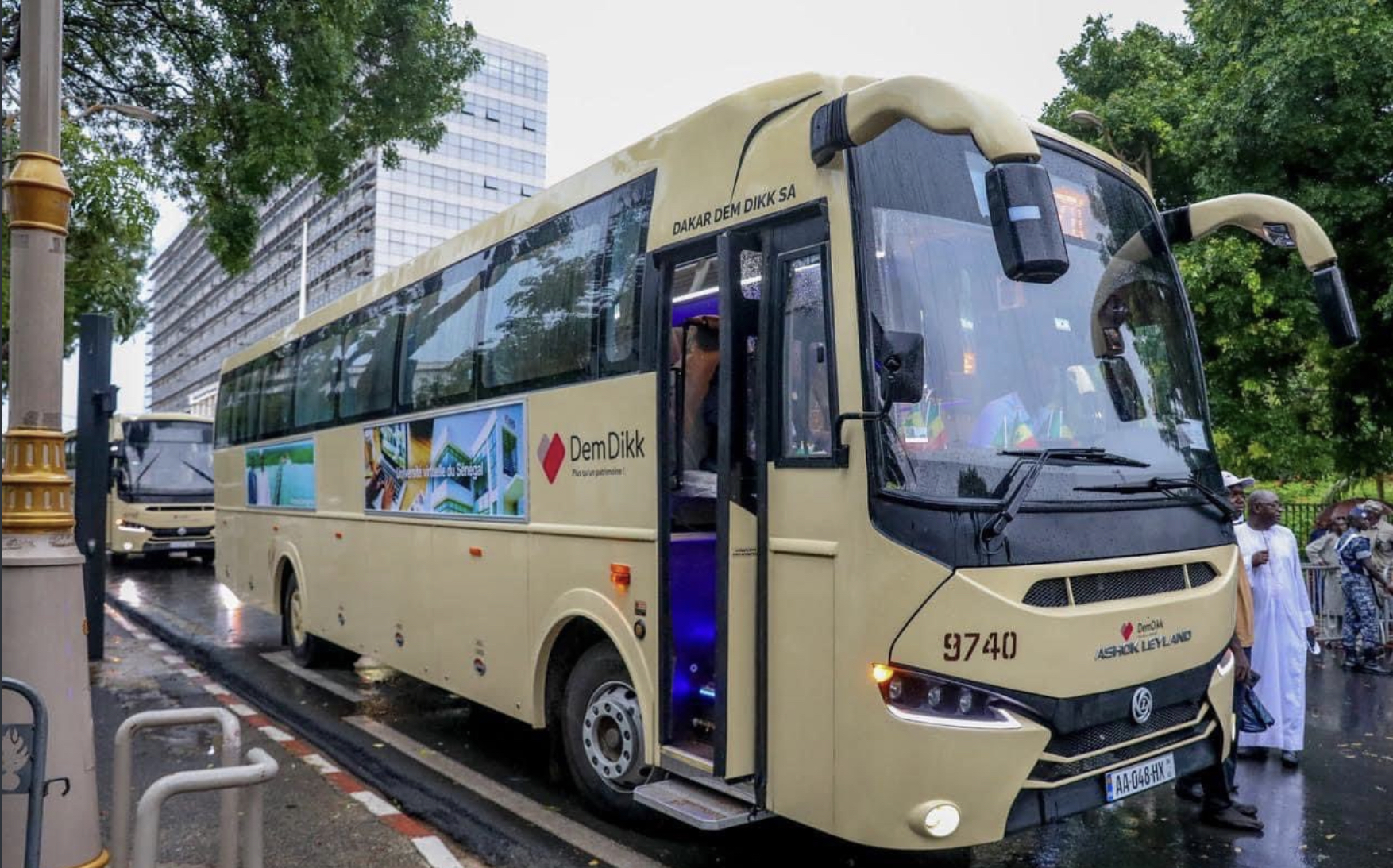
Transporte público em Dakar, 2021.

O setor agrícola recebe um volume significativo de recursos de financiamento climático, com 412,5 milhões de dólares destinados a iniciativas de agricultura familiar climática inteligente.
Na gestão de recursos hídricos, 386,4 milhões de dólares foram alocados para projetos de abastecimento de água potável. Além disso, entre 1996 e 2023, o governo senegalês investiu mais de 1,3 bilhão de dólares em seu sistema de abastecimento de água potável, com foco no triângulo Dakar–Mbour–Thiès.
No setor de energia renovável e transporte sustentável, investimentos têm apoiado a expansão de fontes limpas e sistemas de mobilidade urbana de baixa emissão, incluindo o piloto de Trânsito Rápido de Ônibus em Dakar; tais ações podem elevar em até 20% os rendimentos agrícolas e reduzir poluentes atmosféricos.
A proteção costeira e a gestão de riscos de desastres contam com 61,3 milhões de dólares para programas de redução de riscos de cheias e 72,9 milhões em manejo de águas pluviais, destinados ao fortalecimento de sistemas de alerta precoce, infraestrutura de contenção e restauração de ecossistemas costeiros para 169.200 domicílios.

## Impactos e resultados

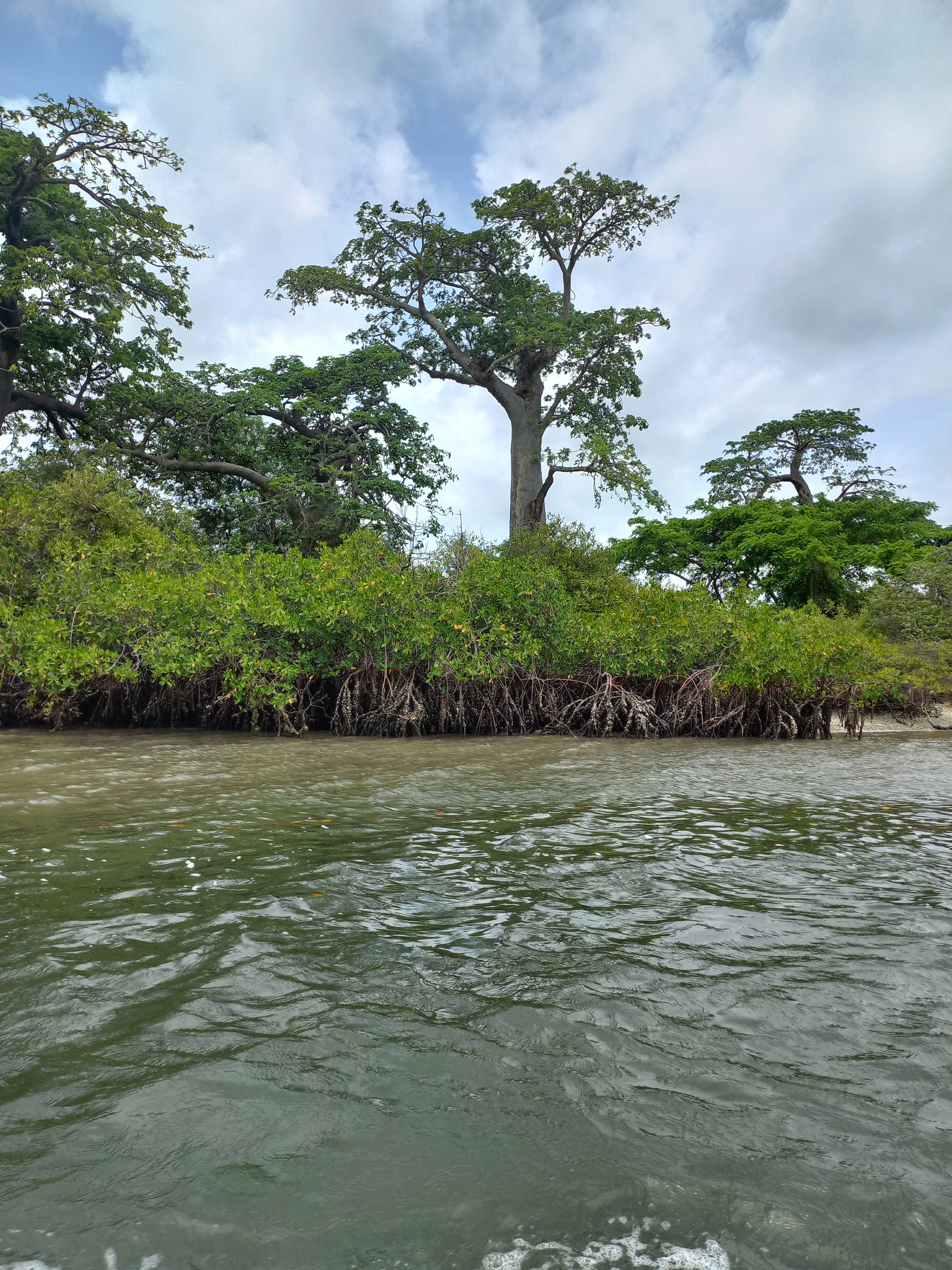
Manguezais no Delta do Saloum.

Em termos de capacidade instalada, as energias renováveis já somam cerca de 0,4 GW no país. Em 2022, essa capacidade renovável superou a do carvão na geração elétrica, com parques solares e eólicos passando a representar conjuntamente 21% da eletricidade produzida naquele ano. Dentro desse total, um dos principais responsáveis são os parques eólicos, cujo principal projeto — a usina de Taïba N’Diaye — tem 158,7 MW em operação desde 2021. O aproveitamento hidrelétrico no país também é relevante, com o potencial hidroelétrico do basino do rio Senegal avaliado em 1.200 MW, dos quais cerca de 260 MW já se encontram em operação.
A restauração de manguezais no delta do Saloum destaca-se como um dos resultados mais expressivos dos projetos de financiamento climático no Senegal: uma iniciativa comunitária conduzida por Wetlands International e parceiros recuperou 1.600 hectares de manguezais entre 2023 e 2025, fortalecendo a proteção costeira, melhorando a qualidade da água e aumentando a biodiversidade local.
O Programa de Promoção de Lâmpadas LED (PPLEEF), financiado pelo Banco Africano de Desenvolvimento e implementado em parceria público‑privada, já beneficiou mais de 700.000 domicílios e 80.000 negócios em Dakar, Thiès e Diourbel.

## Críticas e controvérsias
Embora o Código de Investimento de 2004 assegure, em seus Artigos 9 e 10, tratamento idêntico a investidores estrangeiros e nacionais — incluindo liberdade de propriedade, concessões e acesso a mercados públicos — algumas empresas estrangeiras relatam, na prática, que o ambiente de negócios favorece incumbentes e atores já estabelecidos, enfrentando processos burocráticos excessivos, decisões pouco transparentes e critérios de licitação opacos que dificultam a entrada de novos investidores.
Em 2023, o investimento em infraestrutura de energia limpa no Senegal totalizou 787,08 milhões de dólares americanos, representando uma queda de 38,56% em relação aos 1,28 bilhões aportados em 2022. Esse recuo interrompe a tendência de crescimento dos últimos anos, quando o país alcançou o pico de investimentos em 2022. Uma das possíveis explicações para essa retração é o reforço da estratégia gas‑to‑power do governo senegalês, prevista no seu Plano Integrado a Menor Custo (PIMC). O Senegal vem promovendo a substituição de geração a óleo combustível (HFO) por termoelétricas a gás natural, buscando reduzir o custo da eletricidade e a fatura de importação de combustíveis fósseis, o que pode ter desviado parte dos financiamentos antes direcionados a projetos renováveis.
Diversos especialistas e organizações alertam que o modelo predominante de financiamento climático no Senegal, baseado em empréstimos, pode agravar o endividamento público. Segundo pesquisa da Oxfam, 85% dos recursos destinados ao país entre 2013 e 2021 foram concedidos na forma de dívida, elevando o nível de vulnerabilidade financeira em um contexto de dívida pública já próxima a 62% da renda nacional bruta. Aproveitando-se dessa dinâmica, países e bancos multilaterais contabilizam empréstimos ao valor de face como concessões, inflando artificialmente o cumprimento de metas de financiamento climático sem desembolsar subsídios diretos.Adow, Mohamed. «Why climate cash could make or break COP27». Al Jazeera (em inglês). Consultado em 25 de junho de 2025</ref>

## Perspectivas futuras
Níveis de radiação solar entre 4,2 e 6 kWh/m²/dia em quase 90% do território, aliados a velocidades de vento costeiras médias de 4 a 7 m/s, posicionam o Senegal para escalar rapidamente sua capacidade de parques fotovoltaicos e eólicos rumo à meta de 40% de renováveis na geração até 2030.
O Senegal dispõe de um grande potencial solar fotovoltaico, estimado em 37.233 MW de capacidade técnica, segundo dados da Agência Internacional de Energias Renováveis (IRENA). Quanto ao vento, o potencial offshore é ainda mais expressivo: o Banco Mundial estima entre 13 GW de bottom-fixed e 32 GW de floating wind, totalizando cerca de 45 GW de capacidade, capazes de complementar a geração solar e reduzir a sazonalidade na oferta de eletricidade.